# Bibeln berättar för oss hur det var
Bibeln berättar för oss hur det var är en psalm med text skriven 1960 av Daniel Hallberg och musik skriven 1987 av Bengt Eriksson. Texten är hämtad ur Matteusevangeliet 19:13-15. Den bearbetades 1987.

## Publicerad i
- Segertoner 1988 som nr 414 under rubriken "Den kristna gemenskapen - Vittnesbörd - tjänst - mission".[1]